# 卡普亚的阿尔方索

阿尔方索统治卡普亚（粉色）和那不勒斯（蓝色），并将西西里的权力扩张到斯波莱托公国（紫色）南部，征服佩斯卡拉。

阿尔方索，也称安弗索或安弗苏斯（约1120年—1144年10月10日），1135起为卡普亚亲王，1139年起为那不勒斯公爵。他是贵族欧特维尔家族的意大利出生的诺曼人。1130年后，他的父亲鲁杰罗成为西西里国王，他是王位的第三顺位继承人；1138年一位哥哥去世后，他是第二顺位继承人。其父从对手诺曼人德伦戈家族手中征服了卡普亚公国后，他是欧特维尔家族的第一位卡普亚亲王。他也是那不勒斯的最后一位希腊公爵去世、公国无主后的第一位诺曼人那不勒斯公爵。他还将家族势力向北扩张，宣称教宗国所宣称的领地，尽管严格说来，他的卡普亚亲王国是教宗的附庸。

## 早年
阿尔方索是于1130年成为国王的西西里伯爵鲁杰罗二世和第一任妻子是卡斯蒂利亚的埃尔维拉的第三个儿子。他可能是以外祖父卡斯蒂利亚国王阿尔方索六世的名字命名的，但同时代的资料总是使用安弗苏斯（Anfusus, Anphusus或Amphusus）的拼写。据泰莱西诺的亚历桑德罗所称，1135年8月，阿尔方索还只是个太年轻而不能和兄长鲁杰罗（死于1148年）和坦克雷迪（死于1138年）一起被封为骑士的“男孩”（puer）。拉丁语词“puer”可能指的是28岁以下的人，而阿尔方索还不到16岁中世纪西西里男孩被封为骑士的年龄。他又比另外两个当时被描述为幼儿即不满14岁的弟弟古列尔莫和恩里科年长。因此，阿尔方索生于1120年左右。
1135年6月，卡普亚亲王罗贝托二世拒绝服从鲁杰罗国王后，鲁杰罗宣布废黜他，并于10月任命阿尔方索到亲王国，“在所有最好的骑士的支持下”。为了强调王室的权威，鲁杰罗和他的儿子们庄严地进入卡普亚，并让亲王国的诸侯宣誓效忠他们的新亲王、他们的国王和他的继承人。这样，南意大利的传统公国名义上保留了他们的自治权，但作为王国不可分割的一部分成为了王室封地。自1134年王室军队占领卡普亚以来一直代表鲁杰罗管理卡普亚的宰相瓜里诺并继续代表年轻的阿尔方索管理卡普亚。瓜里诺之后，塞尔比的罗伯特受命管理卡普亚直到阿尔方索成年。1137年德国皇帝洛泰尔二世的军队入侵并短暂占领卡普亚复立罗贝托亲王时，他仍然统治着那里。

## 管治卡普亚和那不勒斯
1139年7月25日，教宗依诺增爵二世在米尼亚诺的一次会议上最终承认鲁杰罗为西西里国王，作为交换，鲁杰罗接受依诺增爵为他的封建领主。教宗还承认阿尔方索为卡普亚亲王，并给了他一面旗帜。虽然授予旗帜意味着卡普亚是教宗的直接封地，但事实上它是一个征召封地。阿尔方索是他父王的封臣，而他的父王是教宗的封臣。尽管如此，在获得教宗的授勋后，阿尔方索亲自掌管他的亲王国。
1137年，那不勒斯公爵塞尔吉奥七世公爵去世，公国无主。1139年，那不勒斯人在教宗领地的贝内文托归顺鲁杰罗国王。当时的历史学家贝内文托的法尔科记录了“当时那不勒斯的市民们来到贝内文托，并带着那不勒斯城向国王陛下表忠，将他的儿子作为（他们的）公爵，向他（阿尔方索）表忠。”的场景。这发生在1139年7月。那不勒斯和教宗旗帜大约在同一时间获得，阿尔方索因此在19岁左右时成为两个小亲王国的统治者。
阿尔方索最初并没有控制由王室管家乔斯林监管的亲王国的财政收入。他行使了何种司法权力也不详。他的亲王国有一个由王室法官组成的巡回法庭，即后来所称的工作地。最初的法官、待选大主教卡普亚的古列尔莫和阿里恩佐的哈莫勋爵于1135年受任。坦克雷迪国王统治时期的证据显示卡普亚亲王在他的省份拥有最高司法权。阿尔方索只是断断续续地住在卡普亚，他经常访问西西里。总的来说，他的职位主要是一个军事职位，他更多的是作为王室权力的代表，而不是作为一个古老而明确的国家的亲王。他最初享有拉丁语头衔卡普亚亲王（princeps Capue），但在获得那不勒斯之后，他使用了更长的头衔princeps Capuanorum et dux Napolitanorum，即“卡普亚人的王子和那不勒斯人的公爵”。在卡普亚，他铸造的福拉里铜币仿照老亲王们的风格，但尺寸要小得多。目前已知有六种类型，其中一些刻有“AN”（代表“安弗苏斯”）或“A P”（代表“安弗苏斯亲王（Anfusus princeps）”）的铭文，还有一些甚至还刻有伪库菲语铭文。他有自己的朝廷和自己的官员，他们在他统治的年代为他的特许状定下日期。也许是因为卡普亚诸侯的独立意识，阿尔方索在卡普亚的政府比兄长鲁杰罗在阿普利亚的政府更为正式。1135年后的某个时候，大概是1140年，盖塔的里卡多三世公爵被迫致敬鲁杰罗国王、鲁杰罗公爵和阿尔方索亲王。

## 北方作战
1140年3月，阿尔方索奉父王之命，开始征服属于意大利王国的斯波莱托公国的阿布鲁佐。不久，兄长鲁杰罗也加入。他们占领了阿尔切和索拉的战略要塞，并将王国扩展到了从佩斯卡拉河到特龍托河的所有领土。编年史家贝内文托的法尔科记载，他们占领了许多城堡和定居点，烧毁了其余，造成重创后离开。国王也加入了儿子们的战斗，1140年4月28日，阿尔方索见证了国王的特许状，并据此在巴勒莫建立了帕拉提那小堂。到1140年7月，王国的边界被向北推进到教宗国的切普拉诺。根据《费拉里编年史》，当教宗依诺增爵写信给阿尔方索要求他停止入侵自己的土地时，他回信称“他不会寻求他人的土地，但只想重新融合属于他的卡普亚亲王国的土地，让卡普亚亲王国和阿普利亚公国的所有土地都归他所有。”
1142年7月，国王和阿尔方索在阿里亚诺附近的席尔瓦·马卡设立了一个大朝廷，大陆的所有伯爵都出席了。然后阿尔方索入侵了教宗的马西亚领土，声称这片土地属于卡普亚的亲王们，尽管他们自10世纪70年代里卡多一世亲王统治以来都没有在那里行使权力。阿尔方索也介入了泰拉莫伯爵家族内部的一场争端。他撤换了伯爵马特奥，代以其兄弟古列尔莫和罗贝托。1143年11月，对马西亚的征服完成，它的封建领主接受了西西里国王的权威。阿布鲁佐和拉蒂姆的所有被征服的领土都被阿普利亚和卡普亚瓜分，阿尔方索占领了大薩索山西部的土地。
1144年6月初，鲁杰罗国王和阿尔方索在切普拉诺与教宗路爵二世展开谈判，后者要求恢复卡普亚亲王国作为教宗的全权封地。15天后，谈判破裂。国王离开以准备一场海军出征，同时阿尔方索入侵教宗国，攻占了列蒂和阿米泰尔诺两座城镇。路爵很快同意与阿尔方索休战七年，但鲁杰罗拒绝批准。可能是在这场征战的过程中，卡普亚亲王于10月10日去世。鲁杰罗不久后与路爵签订了一项条约，放弃了阿尔方索最近的征服行动。阿尔方索在卡普亚和那不勒斯由弟弟古列尔莫继任，卡普亚的政府被再次委托给塞尔比的罗伯特。
西西里诗人阿布·艾德·道所作的未命名挽歌《西西里之王坦率的鲁杰罗之子》是关于阿尔方索或其兄坦克雷迪的。

## 引用
1. 1 2 3  Houben 2002，第35–36頁.
2. 1 2 3 4 5  Grierson, Blackburn & Travaini 2009，第103頁.
3. ↑  Chalandon 1907，第48頁.
4. 1 2  Jamison 1913，第250–51頁.
5. ↑  Fasoli 1960.
6. ↑  Houben 2002，第66–67頁.
7. ↑  Grierson, Blackburn & Travaini 2009，第56–57頁.
8. 1 2  Jamison 1913，第271–72頁.
9. ↑  Jamison 1913，第279 n. 5頁.
10. ↑  Arthur 2002，第167頁.
11. ↑  Jamison 1913，第274頁.
12. 1 2  Jamison 1913，第280頁.
13. ↑  Jamison 1913，第307頁.
14. ↑  Grierson, Blackburn & Travaini 2009，第50頁.
15. ↑  Grierson, Blackburn & Travaini 2009，第114–16頁.
16. 1 2  Jamison 1913，第279頁.
17. ↑  Skinner 1995，第317頁.
18. 1 2 3  Matthew 1992，第53–55頁.
19. ↑  Houben 2002，第73頁.
20. ↑  Jamison 1913，第276頁.
21. ↑  Jamison 1913，第257頁.
22. ↑  Takayama 1993，第89頁.
23. 1 2 3  Chalandon 1907，第114–15頁.
24. ↑  Houben 2002，第96 n. 70頁.
25. ↑  Johns 2002，第88–89頁.